# マリー・ンディアイ
マリー・ンディアイ（Marie NDiaye、1967年6月4日 - ）はフランスの小説家、劇作家。

## 経歴
12歳から執筆を開始し、17歳の若さで処女長編 Quant au riche avenir を発表した。2001年には長編『ロジー・カルプ』でフェミナ賞を、2009年には『三人の逞しい女』でゴンクール賞を受賞した。また彼女が作劇した戯曲 Papa doit manger は、女性作品としては2番目のコメディ・フランセーズ上演種目となった。
ンディアイはピティヴィエで生まれ、フランス人の母の元で育った。父はセネガル人だが、彼女が15歳になるまで父と会うことはなかった。

## 日本語訳
- 『みんな友だち』笠間直穂子訳、インスクリプト、2006年
- 『心ふさがれて』笠間直穂子訳、インスクリプト、2008年
- 『ねがいごと』笠間直穂子訳、駿河台出版社、2008年
- 『ロジー・カルプ』小野正嗣訳、早川書房、2010年
- 『三人の逞しい女』小野正嗣訳、早川書房、2012年
- 『パパも食べなきゃ』根岸徹郎訳、れんが書房新社、2013年

## 作品リスト

### 長編／短編集
- Quant au riche avenir (1985)
- 古典劇 (Comédie classique 1988) - 200ページに渡る全文を、わずか一文で書き上げた作品。
- La femme changée en bûche (1989)
- En famille (1991)
- Un temps de saison (1994)
- La Sorcière (1996)
- ロジー・カルプ (Rosie Carpe 2001) - 2001年フェミナ賞受賞
- みんな友だち (Tous mes amis 2004) - 中短編集
- Autoportrait en vert (2005)
- 心ふさがれて (Mon cœur a l'etroit 2007)
- 三人の逞しい女（Trois femmes puissantes 2009) - 2009年ゴンクール賞受賞

### 戯曲
- Hilda (1999)
- Papa doit manger (2003)
- Rien d'humain (2004)
- Les serpents (2004)

### 児童書
- La diablesse et son enfant (2000)
- Les paradis de Prunelle (2003) - 絵・ピエール・モルネ
- ねがいごと (Le souhait 2005) - 絵・アリス・シャルバン

### エッセイ
- La naufragée (1999)

### 脚本
- サントメール ある被告 Saint Omer (2022)